# Kammathanahalli, Chik Ballapur
Kammathanahalli là một làng thuộc tehsil Chik Ballapur, huyện Kolar, bang Karnataka, Ấn Độ.